# Z. Horváth Gyula
Z. Horváth Gyula (Zágráb, 1926. május 12. – Budapest, 2014. március 1.)
Magyar Köztársasági  Ezüst Érdemkereszttel, Artisjus-díjjal  kitüntetett dalszövegíró, zeneszerző, szerkesztő. Gépészmérnök, egyetemi tanár, intézetvezető.

## Élete és munkássága
A  történelmi Nagy-Magyarország területén született, Zágrábban. Édesapját – aki gépszerelőként dolgozott  – korán elvesztette, ezért már kisgyermekként Pécsre került, ahol  a háborús években érettségizett. Ezután a Budapesti Műszaki Egyetemen szerzett gépészmérnöki diplomát.
Gépészmérnökként az egyetem Továbbképző Intézetének  tanára, közben a Csepel Művek gyárrészlegvezetője, majd az Ipargazdasági Intézet főosztályvezetője, később a Számítástechnikai Intézet gazdasági igazgatója lett.
A „hidegnek” mondott számok világát, a mérnöki munka feszültségét oldotta fel dalszövegek írásával. 
Ez a képessége már pécsi középiskolai éveiben is megmutatkozott, amikor önképzőköri elnökként maga köré vonzotta versfaragó diáktársait. Budapesti egyetemista éveiben pedig  – a korszak nagy könnyűzenei egyéniségeivel összeismerkedve  –  Breitner Jánossal megírták a Veled is megtörténhet egyszer c. dalt, amely Kovács Erzsi előadásában vált népszerűvé. Innen kezdve folyamatosan születtek  táncdal és sanzon szövegei, amelyek megírásához Bágya András látta el szakmai tanácsokkal.  Fényes Szabolcs írt zenét az Öreg focista, Nádas Gábor a Mért lenne késő c. dalszövegére.
A későbbiekben a táncdal és sanzon szövegeken kívül klasszikussá lett világsikerű örökzöldekhez írt magyar szöveget: pl. Pere János dalénekes számára  Egy dal csak az élet címen írt elsőnek magyar szöveget a Du Schwarzer Zigauner c. tangóhoz, de ő írta meg Vittorio Monti: Csárdás c. művéhez is a magyar szöveget.
A szalonzene nagy ismerője volt, aki a Hungaroton lemezkiadónak számos produkcióját szerkesztette és a dalok szövegét részben írta is. (pl. Pazeller Jakab dalaihoz illetve  Diószegi Sándor zenéihez)
Kapcsolatba került a magyarnóta világával is. Majláth Jenő, Szerdahelyi János, Leszler József, Lakatos Mihály  nótaszerzők  írtak zenét  verseire, számos dalát  népszerű énekesek  vitték sikerre (pl. Bokor János: Hinni kell a boldogságban, Máté Ottilia: Van jogom a boldogsághoz).

## Megemlékezés
A Heti TV róla emlékező műsora

## Művei
- Kikli Tivadar–Z. Horváth Gyula: A nótaszerzésről. Íródott a Zamárdi Nótatábor előadásainak hallgatói részére, 1995-97; Magyarnótaszerzők és Énekesek Országos Egyesülete, Bp., 2003